# Vaughn (Montana)
Vaughn és una concentració de població designada pel cens dels Estats Units a l'estat de Montana. Segons el cens del 2000 tenia 701 habitants.

## Demografia
Segons el cens del 2000, Vaughn tenia 701 habitants, 264 habitatges, i 195 famílies. La densitat de població era de 76,7 habitants per km².
Dels 264 habitatges en un 40,9% hi vivien nens de menys de 18 anys, en un 57,6% hi vivien parelles casades, en un 11% dones solteres, i en un 25,8% no eren unitats familiars. En el 22,3% dels habitatges hi vivien persones soles el 7,2% de les quals corresponia a persones de 65 anys o més que vivien soles. El nombre mitjà de persones vivint en cada habitatge era de 2,66 i el nombre mitjà de persones que vivien en cada família era de 3,11.
Per edats la població es repartia de la següent manera: un 32% tenia menys de 18 anys, un 5,4% entre 18 i 24, un 31% entre 25 i 44, un 22,8% de 45 a 60 i un 8,8% 65 anys o més.
L'edat mediana era de 33 anys. Per cada 100 dones de 18 o més anys hi havia 104,7 homes.
La renda mediana per habitatge era de 31.250 $ i la renda mediana per família de 36.111 $. Els homes tenien una renda mediana de 26.375 $ mentre que les dones 18.984 $. La renda per capita de la població era de 13.600 $. Aproximadament el 8% de les famílies i el 9,8% de la població estaven per davall del llindar de pobresa.

## Poblacions més properes
El següent diagrama mostra les poblacions més properes.